# Sangasar
Sangasar (kurdiska: Sengeser, arabiska: سنگسر, kurdiska: سەنگەسەر) är ett underdistrikt i Irak.   Det ligger i provinsen Sulaymaniyya, i den norra delen av landet, 300 km norr om huvudstaden Bagdad.